# Stavanger-Viking
Stavanger-Viking var en norsk ishockeyklub fra Stavanger. Stavanger-Viking spillede deres hjemmekampe i Stavanger Ishall.
Da Viking Ishockeyklubb gik konkurs i 1996, gik resterne ind i 1. divisionsklubben Stavanger og flettede navnene. Faktisk var det bare en fortsættelse af Viking under et nyt navn. De sluttede sig til Eliteserien i 1998 og med støtte fra den finske oliemillionær Hartti Kristola fik de nok forstærkninger til at spare plads. Imidlertid var investoren og klubben uklar om yderligere investering, og på deres egne ben havde de intet andet valg end at trække holdet tilbage fra den kommende sæson. Kristola startede på sin side sin egen klub, Stavanger Oilers. Stavanger-Viking blev afviklet efter sæsonen 2000-2001

## Eksterne links
- Side om klubbens historie